# Tempo! Tempo!
Tempo! Tempo! fordert der Titel eines stummen Detektiv- und Abenteuerfilms, den Max Obal 1929 nach einem Manuskript, das er mit Hans Rameau geschrieben hatte, mit dem italienischen Sensationsdarsteller Luciano Albertini unter der künstlerischen Oberleitung von Rudolf Walther-Fein für die Berliner Aafa-Film realisierte.

## Handlung
Der Filmschauspieler Lagard, ein Detektivdarsteller, vertauscht das Filmspiel mit der Wirklichkeit und betätigt sich als Detektiv, um einer Kollegin ein ihr gestohlenes Perlencollier wiederzubeschaffen. Er ermittelt die Diebesbande, bestrickt die Geliebte des Bandenführers, wird in einen Ringkampf mit den Verbrechern verwickelt und sorgt für ihre Festnahme. Womit er bewiesen hat, dass er nicht nur im Film seinen kriminalistischen Aufgaben gewachsen ist.
(Inhaltsangabe aus: Die Filmwoche Berlin, Nr. 28, 10.07.29)

## Produktionsnotizen
Die Produktion der Berliner Aafa-Film AG entstand über März–April 1929 in deren Atelier in Berlin-Staaken mit zusätzlichen Außenaufnahmen an der französischen und der italienischen Riviera und wurde von dem sächsischen Kamerapionier Guido Seeber und seinem italienischen Kollegen Eduardo Lamberti photographiert. Das Bühnenbild schufen Botho Höfer und Hans Minzloff. Die Aufnahmeleitung hatte Walter Tost, Hans Davidson assistierte der Regie.
Die Illustrationsmusik komponierte Bernard Homola, 1928/29 Kino-Kapellmeister am Primus-Palast in Berlin-Zehlendorf.
Der Film lag der Reichsfilmzensur am 10. Juli 1929 zur Prüfung vor und bekam unter der Nummer B.22890 trotz Kürzung von ursprünglich 1953 Metern auf 1948,63 Meter Jugendverbot. Beanstandet wurde im 1. Akt nach Titel 2 eine Szene, in der eine unbekleidete Frau im Schattenriss zu sehen ist. Gezeigt werden durfte die Frau, wenn sie ein Nachthemd anhat.
Im 2. Akt wurde die Stelle zensiert, in der die Beine einer Frau zu sehen sind, die auf einem Tisch tanzt, um den herum verschiedene Männer sitzen.
“Tempo! Tempo!” wurde am 2. August 1929 im Primus-Palast uraufgeführt. Die „rasante deutsche Komödie“ wurde auch in Griechenland gezeigt.
In Österreich hieß sie Der Juwelenraub in der Disconto-Bank, in Dänemark lief sie als Den vilde Jagt, in Schweden unter dem Titel Skarpare än Scotland Yard.
Die erhaltene 35-mm-Kopie im Bundesarchiv Berlin ist noch 1.700 m lang.
Mit 22 BpS vorgeführt läuft sie rund 67 Minuten.

## Rezeption
Georg Herzberg besprach den Film für den Film-Kurier (Nr. 183 am 3.08.29) und vermerkte lobend: „Das amüsierte Publikum rief die Darsteller wiederholt vor den Vorhang. Die Aafa ist mit gutem Erfolg gestartet.“
„ers“ schrieb unter der Überschrift „Luciano Albertini klettert“ eine Rezension für das Magazin Tempo (Nr. 179 am 3.08.29):
„Das ist ja das Nette daran, daß wir im Zuschauerraum schon vorher wissen, daß der Schurke Jolly Bakers (Fritz Kampers) seine Tresoreinbrüche nicht öfters wiederholen darf, denn Albertini ist ja da und bringt selbst die größten Verbrecher zur Strecke. Die einzige Neuheit in diesem Film sind die zahlreich mitspielenden Affen, die mit Albertini um die Wette klettern.“
Über Bernard Homolas Kinomusik ließ Kritiker Waldemar Lydor im Reichsfilmblatt (Nr. 32 am 10.08.29) verlauten:
„Er verwandte geschickt neue Schlager und einige lyrische Walzertakte zu seiner lebendigen und einschmeichelnden Begleitmusik, als Leitmotiv für das Liebespaar gab es „Man schenkt sich Rosen...“, den bekannten Revueschlager, der besonders die Traumszene der Heldin treffend illustrierte...“
Der Name der Heldin „Imogen Robinson“ ist eine kaum verhohlene Anspielung auf die amerikanische Schauspielerin Imogene Robertson (auch bekannt als Mary Nolan), die in den Jahren zuvor mit mäßigem Erfolg in deutschen Filmen wie “Das Panzergewölbe” (1926) und “Hallo Caesar!” (1927) mitgewirkt hatte.
„Kraftmensch“ Luciano Albertini (eigentlich Francesco Vespigniani, 1882–1945) war so etwas wie die ‘italienische Konkurrenz’ für Harry Piel, den König des deutschen Sensationsfilms. Mit ihm hatte Max Obal bereits 1927/28, ebenfalls unter der künstlerischen Oberleitung von Rudolf Walther-Fein und mit Hilda Rosch als Partnerin, den siebenaktigen Sensationsfilm “Der Unüberwindliche” gedreht.
Und schon 1924 war mit ihm das stumme Erfinderdrama “Mister Radio” entstanden, das sein Landsmann Nunzio Malasomma für die Berliner „Phoebus-Film“ inszeniert hatte. In beiden Filmen spielten Gebirge eine Rolle.